# جاك تايلور (سياسي أمريكي)
جاك تايلور هو شخصية أعمال وسياسي أمريكي، ولد في 22 نوفمبر 1935، وتوفي في 21 أبريل 2020 بسبب مرض فيروس كورونا 2019. انتخب عضو مجلس نواب كولورادو ‏.